# Двое на лошади
«Двое на лошади», также известная как «Двое верхом» (нем. Reitendes Paar) — картина русского художника Василия Кандинского, написанная в 1906—1907 годах и хранящаяся в Городской галерее в доме Ленбаха в Мюнхене, Германия.

## История
Полотно создано в конце раннего периода зимой 1906—1907 годов, во время пребывания Кандинского в Севре, недалеко от Парижа. Окончательной версии предшествовали альбомные наброски темперой и несколько карандашных набросков.

## Описание
Из драгоценных ярких цветных частиц создаётся образ лошади в роскошном одеянии и пары молодого всадника и девушки в традиционном русском костюме, тесно обнявшейся, идущей под сенью стилизованных стволов берёз и под золотой сетью их листьев на тёмном переднем плане. За ними виден изгиб тихой, ярко сверкающей реки, над которой возвышаются белые паруса двух кораблей варягов времён Древнерусского государства, выделяясь над мозаикой цветных пятен, множеством которых отражаются листва и силуэт окружённого стенами символического кремля древнерусского города за рекой, с разноцветными куполами православных храмов и башнями, встающими над водой как видение.

## Анализ
Лошадь, равно как и всадник, — повторяющиеся элементы ранних произведений Кандинского: художник уже обращался к этой теме в 1903 году и будет возвращаться к ней несколько раз, например, в Лазурная гора с 1908 по 1909 год. В то время на Кандинского повлияла живопись постимпрессионистов и особенно пуантилизм: техника, предложенная Жоржем Сёра на основе оптических законов цветовосприятия. Как и пуантилисты, Кандинский сводит мазок к набору небольших штрихов чистого цвета, плотно расположенных друг к другу, обеспечивая эффект мерцания и преломления по всей поверхности картины. Картина поражает почти ювелирной изысканностью, с которой пигмент покрывает поверхность холста, и в то же время переносит наблюдателя в атмосферу сказки, древней средневековой саги, не лишенной определённого романтизма. Формальная элегантность и «хлёсткость» дерева на заднем плане также демонстрируют влияние югендстиля, которое переживает художник в годы жизни в Баварии.
«Пара верхом» входит в большую группу тех ранних работ Василия Кандинского, в которых он создаёт поэтический образный мир русских сказок, полный загадочного разнообразия, с помощью сказочных, свободно придуманных пейзажей. Очарование далёких, давно минувших времён, в которые всегда переносятся подобные сцены, усиливает впечатление таинственной ирреальности. Помимо бидермейеровских групп фигур и средневековых рыцарских образов в древнегерманском стиле, это полотна с древнерусскими темами, которые становятся центром внимания, а также являются ключом ко многим представлениям и предметным ассоциациям в его более поздних работах.
На эту картину, как и на другие работы Кандинского тех лет, возможно, повлияли многочисленные художественные течения. Символизм, который повсюду в Европе на рубеже веков, в том числе и в изобразительном искусстве, отстаивал веру в проявление абстрактного, духовного содержания, играет такую же роль в концепции и поэтическом характере «Пары верхом», как и прециозная эстетика модерна.
Точно так же Кандинский использует здесь достижения неоимпрессионизма, который пришел к разделению цвета предмета и пуантилистской постановке отдельных цветовых элементов. Кандинский использует цвет как средство сокрытия содержания изображения. Это одна из важнейших черт его художественного подхода; в одной из его ранних заметок к своей статье «О духовном в искусстве» он писал: «Богатство красок в изображении должно сильно привлекать зрителя, скрывая в то же время более глубокое содержание».